# Marko Raguž
Marko Raguž né le 10 juin 1998 à Grieskirchen en Autriche, est un footballeur autrichien évoluant au poste d'avant-centre à l'Austria Vienne.

## Biographie

### En club
Marko Raguž commence par jouer pour le LASK Linz où il a été formé. Il débute en professionnel lors de la saison 2016-2017 alors que le club est en deuxième division autrichienne. Cette saison-là le LASK Linz est sacré champion de deuxième division et remonte dans l'élite pour la saison 2017-2018. Il fait alors sa première apparition en Bundesliga le 5 août 2017, en entrant en jeu lors de la victoire de son équipe face au SKN Sankt Pölten (2-0).
Il joue pour le FC Pasching, club partenaire du LASK Linz, lors de la saison 2018-2019 de deuxième division autrichienne.
Raguž est de retour au LASK Linz pour la saison 2019-2020. Il fait sa première apparition en Ligue des champions le 7 août 2019, face au FC Bâle, contre qui son équipe s'impose (1-2). Il est buteur lors du match retour le 13 août, participant à la victoire de son équipe (3-1). Le 24 août suivant il inscrit son premier doublé, permettant à son équipe de s'imposer face au Rapid Vienne en championnat (1-2). Après son échec face au Club Bruges KV pour accéder à la suite de la Ligue des Champions, le club est reversé en Ligue Europa et c'est dans cette compétition que Marko Raguž se distingue. Terminant premier d'un groupe composé du Sporting CP, du PSV Eindhoven et du Rosenborg BK, le LASK Linz affronte l'AZ Alkmaar en huitième de finale. L'occasion pour Raguž de s'illustrer, il ouvre le score au match aller le 20 février (1-1) et donne la victoire aux siens au match retour, le 27 février, en inscrivant un doublé (2-0). Sa prestation ce jour-là est saluée par la presse, l'attaquant autrichien ayant qualifié son équipe avec ses trois buts sur la double confrontation.
En novembre 2020, il est victime d'une rupture du ligament croisé, ce qui l'éloigne des terrains pour de longs mois.

### En équipe nationale
Avec les moins de 18 ans, il inscrit un but lors d'un match amical contre le Portugal, en juin 2016. Quelques jours plus tard, il officie comme capitaine contre la Tchéquie.
Avec les moins de 19 ans, il délivre une passe décisive contre l'Écosse, en mars 2017. Ce match gagné 3-0 rentre dans le cadre des éliminatoires du championnat d'Europe des moins de 19 ans.
Avec les moins de 20 ans, il se met en évidence en étant l'auteur d'un doublé lors d'une rencontre amicale face à la Suisse, le 6 juin 2019. Malgré cette belle prestation, son équipe s'incline sur le score de 3-4.
Le 5 septembre 2019, Raguž joue son premier match avec l'équipe d'Autriche espoirs, face à Andorre. Titulaire lors de cette partie, son équipe s'impose sur le score de trois buts à un dans ce match des éliminatoires de l'Euro espoirs 2021. Délivrant notamment une passe décisive ce jour-là, il est l'auteur d'une prestation convaincante.
Marko Raguž continue ensuite de briller lors des éliminatoires du championnat d'Europe espoirs, en inscrivant trois buts lors du second semestre 2019, contre l'Albanie, la Turquie, et le Kosovo.

## Vie personnelle
Marko Raguž possède des origines croates mais il souhaite représenter l'Autriche en sélection.

## Palmarès
LASK Linz
- Champion d'Autriche de D2 en 2017.